# (6316) Mendez
(6316) Mendez  es un asteroide del cinturón principal perteneciente al cinturón de asteroides, región del sistema solar que se encuentra entre las órbitas de Marte y Júpiter.
Fue descubierto el 9 de octubre de 1990 por Robert H. McNaught desde el Observatorio de Siding Spring.

## Designación y nombre
Designado provisionalmente como 1990 TL6 fue nombrado en honor de Mariano Méndez (n.1960), astrónomo argentino y  profesor de astrofísica de altas energías en la Universidad de Groningen.

## Características orbitales
(6316) Mendez está situado a una distancia media del Sol de 2,170 ua, pudiendo alejarse hasta 2,551 ua y acercarse hasta 1,788 ua. Su excentricidad es 0,176 y la inclinación orbital 3,701 grados. Emplea 1167,21 días en completar una órbita alrededor del Sol.

## Características físicas
La magnitud absoluta de (6316) Mendez es 14,71. 